# Mhaswad
Mhaswad è una città dell'India di 20.494 abitanti, situata nel distretto di Satara, nello stato federato del Maharashtra. In base al numero di abitanti la città rientra nella classe III (da 20.000 a 49.999 persone).

## Geografia fisica
La città è situata a 17° 37' 60 N e 74° 46' 60 E e ha un'altitudine di 591 m s.l.m..

## Società

### Evoluzione demografica
Al censimento del 2001 la popolazione di Mhaswad assommava a 20.494 persone, delle quali 10.347 maschi e 10.147 femmine. I bambini di età inferiore o uguale ai sei anni assommavano a 2.952, dei quali 1.544 maschi e 1.408 femmine. Infine, coloro che erano in grado di saper almeno leggere e scrivere erano 12.577, dei quali 7.258 maschi e 5.319 femmine.